# Evaporador

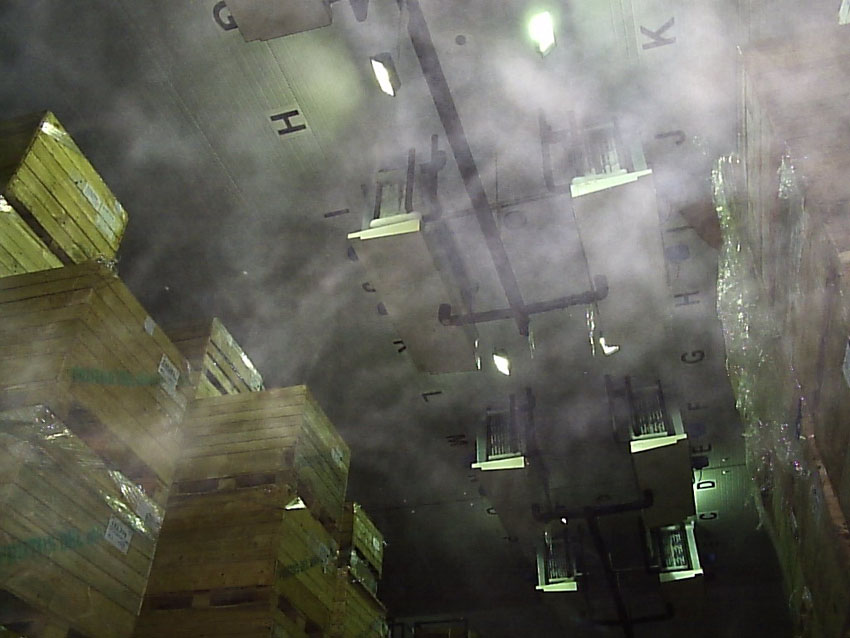
Evaporadores inundados para amoníaco en câmara frigorífica para frutas

Em sistemas de refrigeração é tratado como um evaporador ao trocador de calor que gera a transferência de energia térmica contida no meio ambiente até um gás refrigerante a baixa temperatura e o processo de evaporação. Este meio pode ser ar ou água.
Em engenharia química é também um evaporador ao equipamento, que num sistema de um processo de purificação. Diversos estágios são usados para promover o isolamento e purificação de um produto desejado por meio de evaporação. A estrutura global do processo inclui pré-tratamento, separação sólido líquido, concentração, purificação e formulação. A evaporação situa-se na etapa de concentração das correntes do processamento e é largamente usada pera concentrar alimentos, produtos químicos, e recuperar solventes usados em processos na indústria química. 
Um evaporador consiste num permutador de calor para aquecer a solução á ebulição e um separador do vapor formado pela fase líquida em ebulição. O produto de um evaporador é geralmente a solução concentrada. 